# Jules Van Hevel
Jules Van Hevel (Koekelare, 10 marzo 1895 – Ostenda, 21 luglio 1969) è stato un ciclista su strada e pistard belga, professionista dal 1919 al 1932.

## Carriera
Specialista delle Classiche del pavé si aggiudicò il Giro delle Fiandre 1920 e la Parigi-Roubaix 1924.
Fra i suoi successi figurano anche due edizioni dei Campionati belgi di ciclismo su strada e una edizione del Giro del Belgio. Prese parte a tre edizioni dei Campionati del mondo di ciclismo su strada, fra le quali la prima nel 1927, occasione in cui non portò a termine la rassegna iridata.
Abile pistard, vinse le Sei giorni di Gand e Bruxelles, e due edizioni del Critérium des As a Parigi, nel circuito di Bois de Boulogne.
Durante la prima guerra mondiale servi nel 1º Reggimento Artiglieria, fu ferito e riparato in Inghilterra dove una volta ristabilitosi prese parte a delle gare organizzate dai militari.

## Palmarès

### Strada
- 1913 (dilettanti)

"De Eerste Stap" di Bruxelles
Harelbeke-Gent-Harelbeke
- 1914 (indipendenti)

Omloop der Zeekust
Evergem-Oostende-Evergem
Grand Prix Franco-Belge
Grote Prijs van Merkem
Prijs Karel Verbist
- 1919

Kampioenschap van Vlaanderen - Koolskamp
- 1920

Giro delle Fiandre
Campionati belgi, Prova in linea
Kampioenschap van Vlaanderen - Koolskamp
1ª tappa Giro del Belgio
- 1921

Campionati belgi, Prova in linea
2ª tappa Giro del Belgio
- 1922

Tour de Flandre Occidentale
- 1923

Criterium des Espoirs
De Drie Zustersteden - Trois Villes soeurs
L'Aia-Arnhem-L'Aia - Den Haag-Arnhem-Den Haag
Balgerhoeke
- 1924

Parigi-Roubaix
Circuit de Paris
- 1926

Circuit du Littoral
- 1927

Berlino-Cottbus-Berlino
Hannover-Brema-Hannover
- 1928

Omloop der Vlaamse Gewesten - Circuit des Régions Flamandes
1ª tappa Giro del Belgio
Classifica generale Giro del Belgio
- 1932

Niel

### Pista
- 1923

Sei giorni di Bruxelles (con César Debaets)
Critérium des As (Corsa derny)
- 1924

Critérium des As (Corsa derny)
- 1925

Sei giorni di Gand (con César Debaets)

#### Altri successi
- 1913 (dilettanti)

Criterium di Tielt
- 1917 (gare militari)

Molinari Cup a Stamford Bridge
- 1918 (gare militari)

Molinari Cup a Stamford Bridge
Criterium di Gravelines
- 1919

Grote Prijs van Mechelen (gara militari)
Criterium di Vernue
Criterium di Ichtegem
- 1923

Acht van Brasschaat (Criterium)
Criterium di Nieuwpoort
- 1927

Bosdorpcriterium - Criterium di Hulst
- 1931

Criterium di Avelgem
- 1930

Criterium di Gitsel

## Piazzamenti

### Grandi Giri
- Giro d'Italia

1919: non partito
1920: ritirato

### Classiche monumento
- Giro delle Fiandre

1919: 3º
1920: vincitore
1921: 2º
1923: 4º
1924: 5º
- Parigi-Roubaix

1920: 5º
1921: 31º
1924: vincitore
1925: 3º
1926: 49º
1927: 69º
1928: 6º

### Competizioni mondiali
- Campionati del Mondo

Nürburgring 1927 - In linea: ritirato
Budapest 1928 - In linea: ritirato
Copenaghen 1931 - In linea: 8º